# Coupe anglo-galloise de rugby à XV 2016-2017
Navigation
LV= Cup 2014-2015 Anglo-Welsh Cup 2017-2018
La coupe anglo-galloise oppose pour la saison 2016-2017 les douze équipes anglaises du Aviva Premiership et les quatre franchises galloises du Pro12. La compétition débute le 4 novembre 2016 par une phase de poules pour s'achever par une finale disputée le 18 mars 2017. Le déroulement de la première phase est identique à l'édition précédente. Les affrontements ne se font pas au sein d'un même groupe mais de manière inter-groupe. Les équipes arrivées premières de chaque poule sont qualifiées pour la phase de play-off avec des demi-finales et une finale pour l'attribution du titre.

## Liste des équipes en compétition
La compétition oppose pour la saison 2014-2015 les douze équipes anglaises de la Guinness Premiership et les quatre franchises galloises du Pro12 :
| - Bath Rugby - Bristol Rugby - Exeter Chiefs - Gloucester | - Harlequins - Leicester Tigers - Wasps - Newcastle Falcons | - Northampton Saints - Saracens - Sale Sharks - Worcester Warriors | - Cardiff Blues - Llanelli Scarlets - Dragons - Ospreys |

## Phase de poule

### Détails des matchs

#### 1rejournée
| 4 novembre 2016 | Bath Rugby | 20 - 21 | Leicester Tigers |  |
| 4 novembre 2016 |            |         |                  |  |
| 4 novembre 2016 |            |         |                  |  |

| 4 novembre 2016 | Worcester Warriors | 31 - 25 | Bristol Rugby |  |
| 4 novembre 2016 |                    |         |               |  |
| 4 novembre 2016 |                    |         |               |  |

| 4 novembre 2016 | Sale Sharks | 17 - 13 | Wasps |  |
| 4 novembre 2016 |             |         |       |  |
| 4 novembre 2016 |             |         |       |  |

| 5 novembre 2016 | Harlequins | 29 - 15 | Exeter Chiefs |  |
| 5 novembre 2016 |            |         |               |  |
| 5 novembre 2016 |            |         |               |  |

| 5 novembre 2016 | Gloucester | 36 - 32 | Saracens |  |
| 5 novembre 2016 |            |         |          |  |
| 5 novembre 2016 |            |         |          |  |

| 6 novembre 2016 | Newcastle Falcons | 16 - 24 | Northampton Saints |  |
| 6 novembre 2016 |                   |         |                    |  |
| 6 novembre 2016 |                   |         |                    |  |

| 18 novembre 2016 | Dragons | 36 - 21 | Llanelli Scarlets |  |
| 18 novembre 2016 |         |         |                   |  |
| 18 novembre 2016 |         |         |                   |  |

| 18 novembre 2016 | Cardiff Blues | 7 - 31 | Ospreys |  |
| 18 novembre 2016 |               |        |         |  |
| 18 novembre 2016 |               |        |         |  |

#### 2ejournée
| 11 novembre 2016 | Llanelli Scarlets | 44 - 21 | Bath Rugby |  |
| 11 novembre 2016 |                   |         |            |  |
| 11 novembre 2016 |                   |         |            |  |

| 11 novembre 2016 | Bristol Rugby | 26 - 11 | Sale Sharks |  |
| 11 novembre 2016 |               |         |             |  |
| 11 novembre 2016 |               |         |             |  |

| 11 novembre 2016 | Ospreys | 12 - 15 | Harlequins |  |
| 11 novembre 2016 |         |         |            |  |
| 11 novembre 2016 |         |         |            |  |

| 12 novembre 2016 | Saracens | 29 - 18 | Newcastle Falcons |  |
| 12 novembre 2016 |          |         |                   |  |
| 12 novembre 2016 |          |         |                   |  |

| 12 novembre 2016 | Northampton Saints | 19 - 13 | Gloucester |  |
| 12 novembre 2016 |                    |         |            |  |
| 12 novembre 2016 |                    |         |            |  |

| 12 novembre 2016 | Leicester Tigers | 42 - 3 | Dragons |  |
| 12 novembre 2016 |                  |        |         |  |
| 12 novembre 2016 |                  |        |         |  |

| 13 novembre 2016 | Exeter Chiefs | 60 - 25 | Cardiff Blues |  |
| 13 novembre 2016 |               |         |               |  |
| 13 novembre 2016 |               |         |               |  |

| 13 novembre 2016 | Wasps | 62 - 10 | Worcester Warriors |  |
| 13 novembre 2016 |       |         |                    |  |
| 13 novembre 2016 |       |         |                    |  |

#### 3ejournée
| 27 janvier 2017 | Llanelli Scarlets | 17 - 32 | Saracens |  |
| 27 janvier 2017 |                   |         |          |  |
| 27 janvier 2017 |                   |         |          |  |

| 27 janvier 2017 | Bath Rugby | 17 - 17 | Gloucester |  |
| 27 janvier 2017 |            |         |            |  |
| 27 janvier 2017 |            |         |            |  |

| 27 janvier 2017 | Sale Sharks | 41 - 3 | Cardiff Blues |  |
| 27 janvier 2017 |             |        |               |  |
| 27 janvier 2017 |             |        |               |  |

| 27 janvier 2017 | Exeter Chiefs | 52 - 5 | Wasps |  |
| 27 janvier 2017 |               |        |       |  |
| 27 janvier 2017 |               |        |       |  |

| 28 janvier 2017 | Ospreys | 20 - 14 | Bristol Rugby |  |
| 28 janvier 2017 |         |         |               |  |
| 28 janvier 2017 |         |         |               |  |

| 28 janvier 2017 | Worcester Warriors | 22 - 28 | Harlequins |  |
| 28 janvier 2017 |                    |         |            |  |
| 28 janvier 2017 |                    |         |            |  |

| 28 janvier 2017 | Leicester Tigers | 27 - 20 | Northampton Saints |  |
| 28 janvier 2017 |                  |         |                    |  |
| 28 janvier 2017 |                  |         |                    |  |

| 29 janvier 2017 | Dragons | 6 - 18 | Newcastle Falcons |  |
| 29 janvier 2017 |         |        |                   |  |
| 29 janvier 2017 |         |        |                   |  |

#### 4ejournée
| 3 février 2017 | Northampton Saints | 50 - 10 | Llanelli Scarlets |  |
| 3 février 2017 |                    |         |                   |  |
| 3 février 2017 |                    |         |                   |  |

| 3 février 2017 | Harlequins | 10 - 13 | Sale Sharks |  |
| 3 février 2017 |            |         |             |  |
| 3 février 2017 |            |         |             |  |

| 4 février 2017 | Gloucester | 24 - 13 | Dragons |  |
| 4 février 2017 |            |         |         |  |
| 4 février 2017 |            |         |         |  |

| 4 février 2017 | Cardiff Blues | 38 - 53 | Worcester Warriors |  |
| 4 février 2017 |               |         |                    |  |
| 4 février 2017 |               |         |                    |  |

| 4 février 2017 | Newcastle Falcons | 16 - 15 | Bath Rugby |  |
| 4 février 2017 |                   |         |            |  |
| 4 février 2017 |                   |         |            |  |

| 5 février 2017 | Wasps | 22 - 31 | Ospreys |  |
| 5 février 2017 |       |         |         |  |
| 5 février 2017 |       |         |         |  |

| 5 février 2017 | Saracens | 29 - 20 | Leicester Tigers |  |
| 5 février 2017 |          |         |                  |  |
| 5 février 2017 |          |         |                  |  |

| 5 février 2017 | Bristol Rugby | 7 - 35 | Exeter Chiefs |  |
| 5 février 2017 |               |        |               |  |
| 5 février 2017 |               |        |               |  |

### Classement des poules
| Rang | Club                  | J | V | N | D | Bo | Bd | Pm  | Pe  | Diff | Pts |
| ---- | --------------------- | - | - | - | - | -- | -- | --- | --- | ---- | --- |
| 1    | Saracens (T)          | 4 | 3 | 0 | 1 | 4  | 1  | 122 | 91  | +31  | 17  |
| 2    | Northampton Saints    | 4 | 3 | 0 | 1 | 1  | 1  | 113 | 66  | +47  | 14  |
| 3    | Newport Gwent Dragons | 4 | 1 | 0 | 3 | 1  | 0  | 58  | 105 | -47  | 5   |
| 4    | Bath Rugby            | 4 | 0 | 1 | 3 | 0  | 2  | 73  | 98  | -25  | 4   |

| Rang | Club               | J | V | N | D | Bo | Bd | Pm  | Pe  | Diff | Pts |
| ---- | ------------------ | - | - | - | - | -- | -- | --- | --- | ---- | --- |
| 1    | Exeter Chiefs      | 4 | 3 | 0 | 1 | 3  | 0  | 164 | 66  | +98  | 15  |
| 2    | Ospreys            | 4 | 3 | 0 | 1 | 2  | 1  | 94  | 58  | +36  | 15  |
| 3    | Sale Sharks        | 4 | 3 | 0 | 1 | 1  | 0  | 82  | 52  | +30  | 13  |
| 3    | Worcester Warriors | 4 | 2 | 0 | 2 | 2  | 1  | 116 | 153 | -37  | 11  |

| Rang | Club          | J | V | N | D | Bo | Bd | Pm  | Pe  | Diff | Pts |
| ---- | ------------- | - | - | - | - | -- | -- | --- | --- | ---- | --- |
| 1    | Harlequins    | 4 | 3 | 0 | 1 | 1  | 1  | 82  | 62  | +20  | 14  |
| 2    | Wasps         | 4 | 1 | 0 | 3 | 1  | 1  | 102 | 110 | -8   | 6   |
| 3    | Bristol Bears | 4 | 1 | 0 | 3 | 0  | 2  | 72  | 97  | -25  | 6   |
| 4    | Cardiff Blues | 4 | 0 | 0 | 4 | 2  | 0  | 73  | 187 | -114 | 2   |

| Rang | Club              | J | V | N | D | Bo | Bd | Pm  | Pe  | Diff | Pts |
| ---- | ----------------- | - | - | - | - | -- | -- | --- | --- | ---- | --- |
| 1    | Leicester Tigers  | 4 | 3 | 0 | 1 | 1  | 0  | 110 | 72  | +38  | 13  |
| 2    | Gloucester RFC    | 4 | 2 | 1 | 1 | 1  | 1  | 90  | 81  | +9   | 12  |
| 3    | Newcastle Falcons | 4 | 2 | 0 | 2 | 0  | 0  | 68  | 74  | -6   | 8   |
| 4    | Llanelli Scarlets | 4 | 1 | 0 | 3 | 1  | 0  | 92  | 139 | -47  | 5   |

|  | Qualifiés pour la phase finale (no 1 de chaque poule). |
|  | T : Tenant du titre 2014                               |

Attribution des points : victoire sur tapis vert : 5, victoire : 4, match nul : 2, défaite : 0, forfait : -2 ; plus les bonus (offensif : au moins 4 essais marqués ; défensif : défaite par 7 points d'écart ou moins).
Règles de classement : ?

## Phase finale

### Demi-finales
| 11 mars 2017 | Saracens                                 | 10 - 32 (5 - 17) | Leicester Tigers | Allianz Park, Londres 4 747 spectateurs |
| 11 mars 2017 | Essai(s) : Taylor (28e), Gallagher (59e) |                  | Essai(s) : Worth (8e), Hamilton (39e), Genge (42e), Burns (68e) Transformation(s) : Burns 3 (8e, 40e, 69e) Pénalité(s) : Burns 2 (26e, 56e) | Allianz Park, Londres 4 747 spectateurs |
| 11 mars 2017 |                                          |                  | | Allianz Park, Londres 4 747 spectateurs |

| 12 mars 2017 | Exeter Chiefs | 24 - 7 (14 - 0) | Harlequins                                             | Sandy Park, Exeter 9 419 spectateurs |
| 12 mars 2017 | Essai(s) : Turner (9e), Bodilly (14e), Salvi (55e), S.Simmonds (76e) Transformation(s) : J.Simmonds 2 (10e, 15e) |                 | Essai(s) : Waters (78e) Transformation(s) : Lang (79e) | Sandy Park, Exeter 9 419 spectateurs |
| 12 mars 2017 | |                 |                                                        | Sandy Park, Exeter 9 419 spectateurs |

### Finale
| 19 mars 2017 | Exeter Chiefs                                                                                               | 12 - 16 (5-16) | Leicester Tigers                                                                             | The Stoop, Londres 6 080 spectateurs Arbitre : Foley |
| 19 mars 2017 | Essai(s) : Short (15e), S.Simmonds (77e) Transformation(s) : Hooley (77e) Carton(s) jaune(s) : Malton (40e) |                | Essai(s) : Brady (18e) Transformation(s) : Burns (19e) Pénalité(s) : Burns 3 (12e, 25e, 40e) | The Stoop, Londres 6 080 spectateurs Arbitre : Foley |
| 19 mars 2017 | |                |                                                                                              | The Stoop, Londres 6 080 spectateurs Arbitre : Foley |